# Banca Generală Română
Banca Generală Română a fost o bancă înființată la 15 iulie (stil vechi)/27 iulie 1897, ca societate pe acțiuni, și înregistrată la Registrul Comerțului la 13 august (stil vechi)/27 august 1897, cu capital german de 10.000.000 lei, acoperit, în principal, de două mari bănci din Berlin, Disconto-Gesellschaft, cu 3,75 milioane lei și Banca S. Bleichröder, cu 2,5 milioane lei, iar diferența, de către acționari români.  
Interesul băncilor germane în România era datorită resurselor sale de petrol nedezvoltate, dar și a potențialului de a deveni un exportator de cereale pentru Imperiul German și un importator de produse germane.
Astfel, Banca Generală Română, care a constituit la început un sprijin financiar pentru interesele românești de pe piață, s-a dovedit a fi, de fapt, penetrația Berlinului în România. Pentru a evita aparentele, conducerea băncii a fost încredințată unui cunoscut economist român, Emil Costinescu, Disconto-Gesellschaft trimițând, totuși, și un om de încredere și legătură, și anume Max Sterling. 
Între 1897-1899, Berlinul l-a trimis și pe Otto Petersen, pentru a începe cu aceeași misiune de legătură, iar după plecarea lui Emil Costinescu, Max Sterling și Otto Petersen au devenit directorii efectivi ai Băncii Generale Române. Banca și-a completat administrația cooptând, pe lângă câțiva finanțatori de la Disconto-Gesellscaft, și personalități politice ale țării, din diferite partide, pentru a asigura, la nevoie, sprijinul acestora în afacerile pe care le-au preconizat.
Banca a efectuat tot felul de operațiuni, lansându-se, în special, în operațiuni de vânzări a cerealelor. Pentru a controla comerțul cu cereale din România, banca a înființat filiale la Brăila (1897), Constanța (1898), Turnu Măgurele (1903) și Giurgiu (1908), iar pentru a atrage clientela din Oltenia, una la Craiova (1904).
În anii 1903-1905 s-a lansat și în investiții în industria petrolului, înființând, în 1903, societatea Buștenari, cu un capital inițial de 12 milioane de lei, transformată apoi, cu o importantă majorare de capital, în societatea Concordia. După Buștenari, a organizat rafinăria Vega, cu un capital de 3 milioane de lei, apoi Creditul Petrolifer, o fabrică de construcții și reparații de piese, unelte și mașini pentru exploatarea petrolului, în acest fel, Diskonto Gesellschaft reușind să își însușească un parte semnificativă a resurselor petroliere ale României și sâ obțină beneficii foarte mari, raportate la capitalul investit.
Banca și-a mărit capitalul la 15.000.000 lei, în 1913, și a diversificat operațiunile bancare, introducând casete și carnete de economii și oferind dobânzi atrăgătoare pentru depuneri.

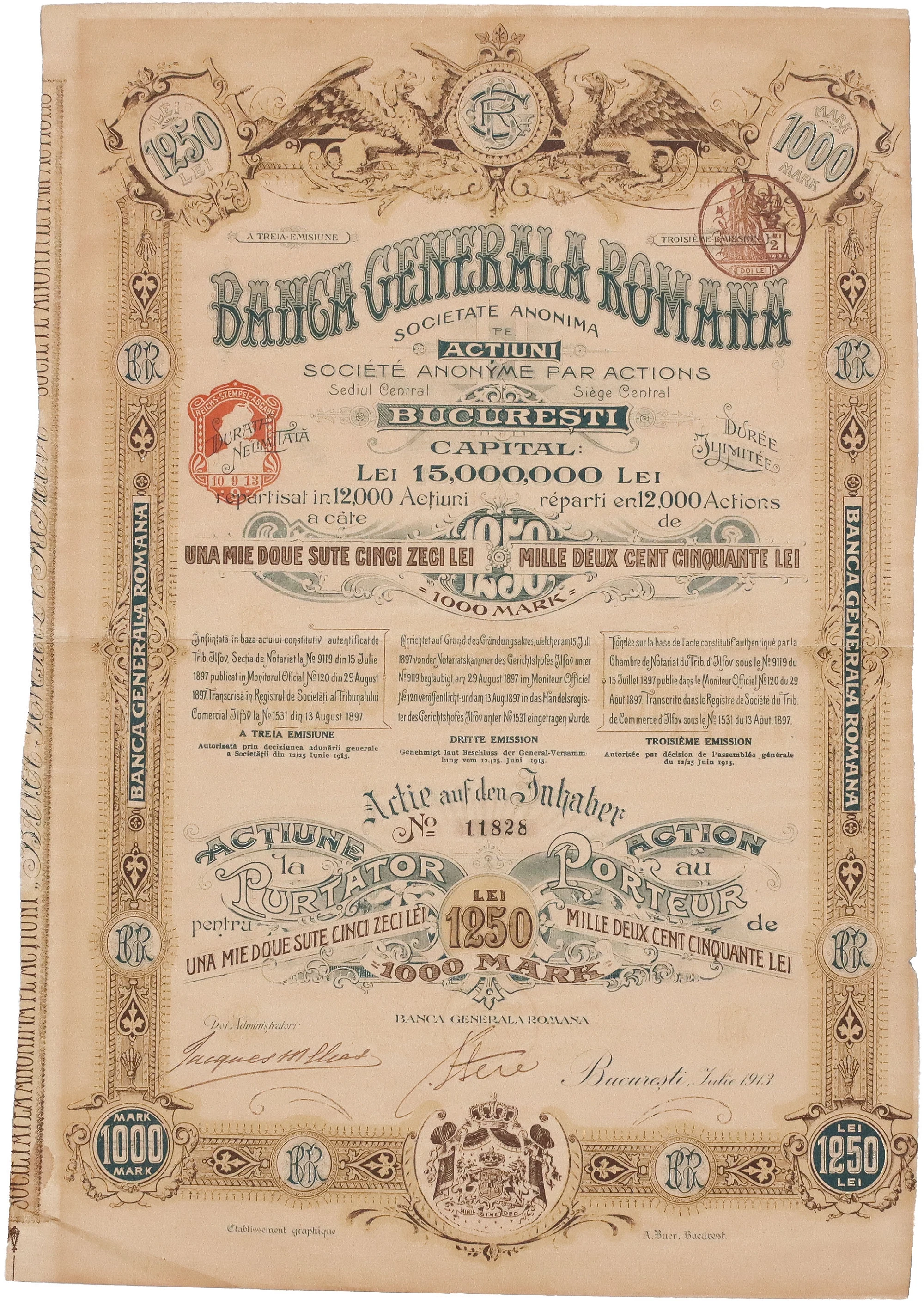
Acțiune a Băncii Generale Române, în valoare de 1000ℳ, respectiv 1250 lei, datată iulie 1913

În sectorul agricol, această bancă acorda împrumuturi în cont curent, contra gajului recoltelor, și obliga agricultorii să-și vândă cerealele prin banca, contra unui comision de vânzare de 1-2%.
Banca Generală Română a fost atrasă și de bogățiile pădurilor. A înființat societatea de exploatare forestieră Lesst I, în care a intrat cu o participație de 5.000.000 de lei, punând mâna pe importante masive forestiere din județul Argeș și din Munții Neamțului.

## Leii Băncii Generale Române
În timpul ocupației din Primului Război Mondial, Comandamentul militar german a dispus, prin ordonanța mareșalului Mackensen din 18 ianuarie 1917, punerea în circulație a unei emisiuni monetare, hârtie și monedă, cu denumirea Băncii Generale Române. În total, autoritățile germane au emis 2,2 miliarde lei, fără acoperire, adică de două ori mai mult decât valoarea biletelor BNR aflate în circulație în anul 1916 (1,03 miliarde lei) și oricum mai mult decât totalitatea împrumuturilor acordate guvernului român de Banca Națională în toată perioada 1914 – 1918 (1,6 miliarde lei).
Decizia emiterii acestei emisiuni a fost luată la Berlin, în cadrul unei conferințe a Ministerului de Război german desfășurată la 29 octombrie 1916, al cărei proces-verbal consemna următoarele:
„Se va crea o nouă hârtie monedă redactată in limba română. Se va da ordin Băncii Generale Române de autoritățile militare competente de a creia o secție de emisiune care va pune in circulație hârtia monedă; hârtia aceasta va fi acoperită de un depozit constituit în mărci, la Banca Imperiului din Berlin, pe cursul de 80 mărci suta de lei. Retragerea biletelor va fi făcută la încheierea păcii, de guvernul român. In felul acesta depozitul va fi la dispoziția depunătorilor, în vreme ce aliații vor fi primit gratuit toate mărfurile importate și în cazul că depozitul va fi întrebuințat la retragerea biletelor, aliații nu vor suferi nici o pierdere dat fiind că vor fi primit, marfă ca contravaloare a banului.”—Universul, 1925-03-12, nr. 58, p. 1

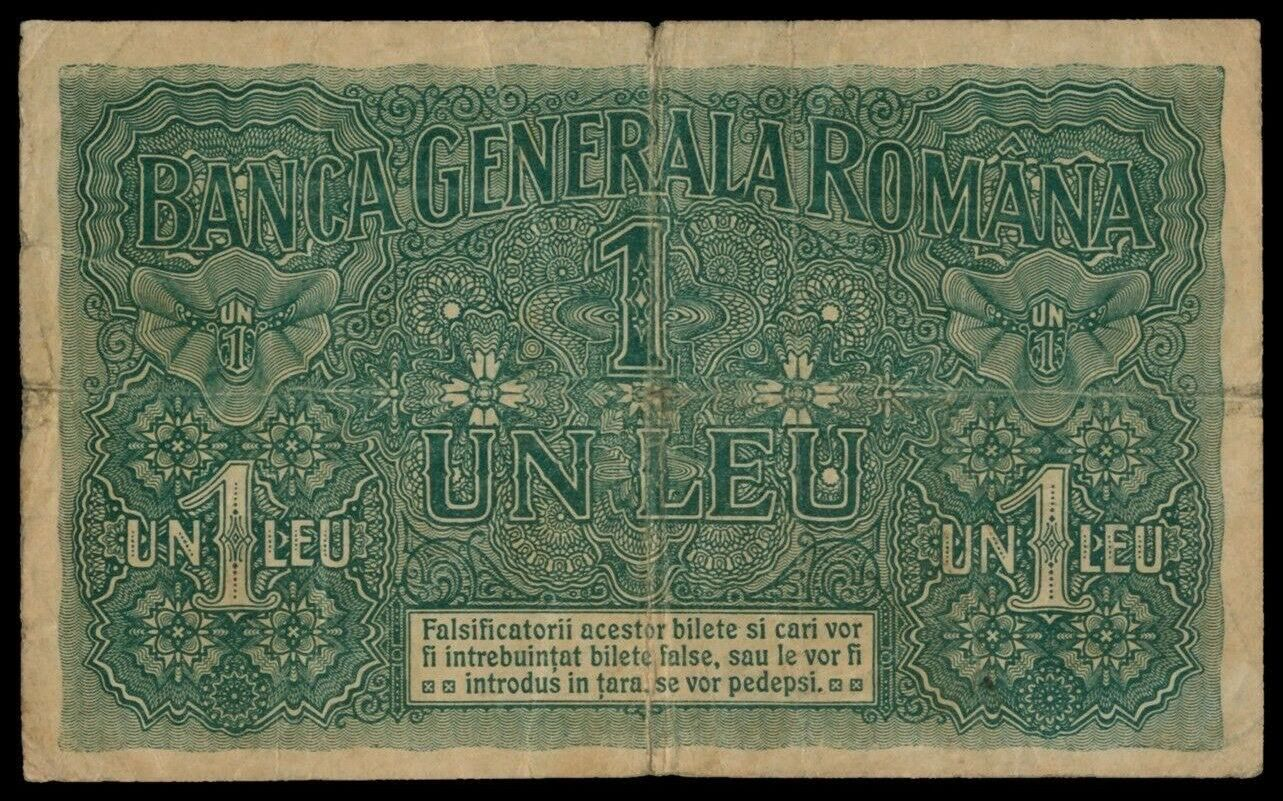
Bancnotă emisă în 1917, de Banca Generală Română, în valoare de 1 leu

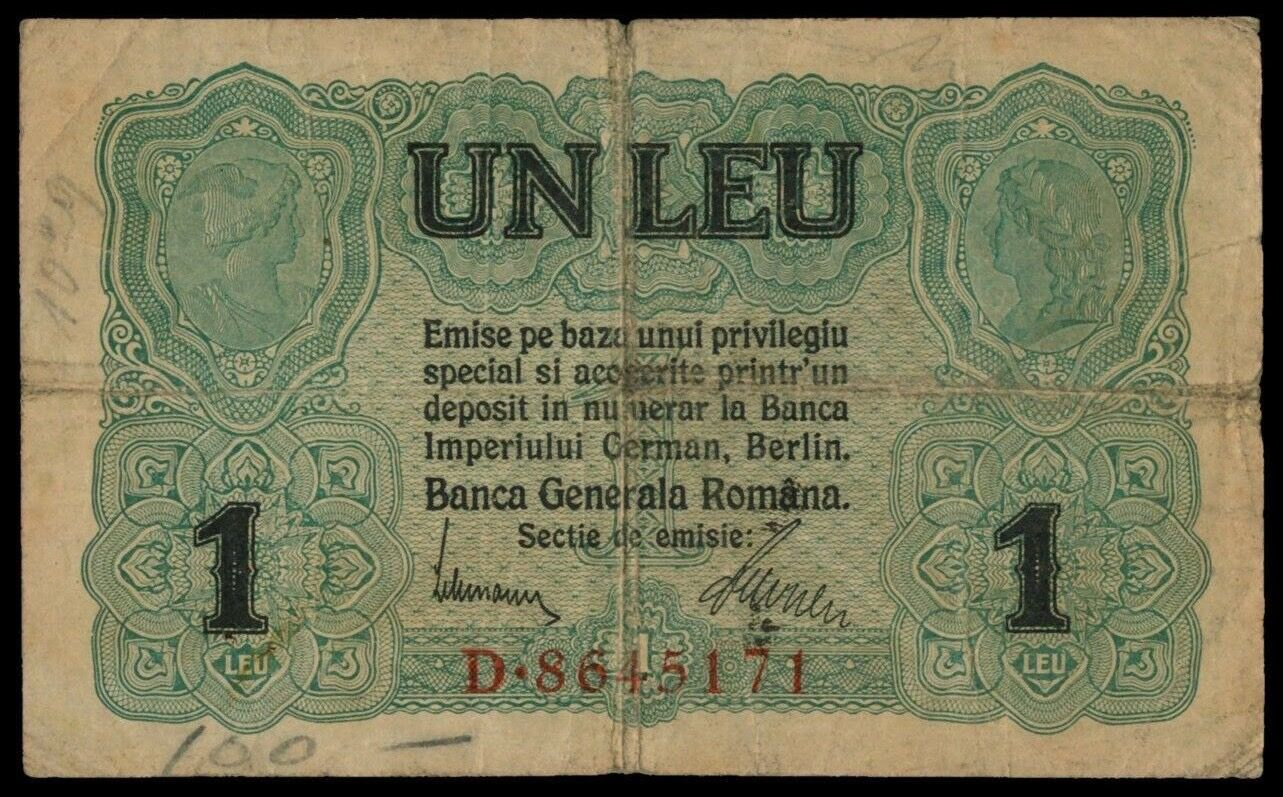
Bancnotă emisă în 1917, de Banca Generală Română, în valoare de 1 leu

Într-o primă fază, autoritățile de ocupație au încercat să deprecieze leii emisi de Banca Națională, stabilind un curs de 100 de lei la 75 de mărci. Această măsură nu s-a dovedit viabilă din cauza dificultăților generate de existența a două cursuri pentru leii „vechi” și „noi”, astfel că a fost adoptat un curs unic de 100 de lei pentru 80 de mărci.
Valoarea totală a bancnotelor tipărite la Berlin pentru România a fost de 2.283.650.000 de lei, pentru care acoperire de 1,6 miliarde de mărci a fost constituită la Banca Imperiului din Berlin. Dintre aceste bancnote au fost trimise la București bilete în valoare de 2.172.030.000 de lei, și au rămas în stoc bilete în valoare de 111.620.000 de lei. Până la 12 noiembrie 1918, ziua evacuării capitalei de către armatele de ocupație, Banca Generală Română a pus în circulație bilete în valoare de 2.124.730.064 de lei, din care 10.002.106 de lei au fost retrase din circulație din cauza uzurii pe parcursul celor 22 de luni de ocupație. Diferența de 47.299.936 de lei nu a fost pusă în circulație din cauza evoluției războiului.  
Lipsa unui control strict (Comandamentul militar de ocupație reclamă, în mai multe rânduri, Monetăriei Imperiului German din Berlin dispariția unor bilete din lăzile trimise, însă soluția propusă pentru rezolvarea acestei probleme are în vedere doar retipărirea biletelor lipsă, ceea ce însemna că pe piață puteau circula bancnote cu numere identice), condițiile tehnice slabe ale emisiunii, simplitatea modului de numerotare a biletelor și folosirea unei hârtii de calitate inferioară au determinat apariția a numeroase falsuri. Astfel, în august 1918 au fost descoperiți la Brașov falsificatori care au pus în circulație bilete în valoare de 3.000.000 lei.
Din stocul de bilete BGR disponibile constant pe piață, în valoare de 2.114.727.958 de lei, Germania putea utiliza 1.380.658.549 de lei (65,4%), Austro-Ungaria putea utiliza 624.957.644 de lei (29,5%) cu condiția depunerii a 771.202.975 de coroane și 3.960.000 de mărci (Austro-Ungaria nu a completat adecvat depunerea sa în coroane, considerând că diferența va fi compensată de țara ocupată), Bulgaria putea utiliza 100.000.000 de lei (4,7%), iar Imperiul Otoman putea utiliza 9.901.620 de lei (0,4%). Din suma pusă în circulație, ocupanții au folosit 43,4% pentru cumpărarea unor produse (cereale, furaje, petrol, lemn, animale etc.), 54,8% pentru întreținerea trupelor și a administrației militare, iar restul pentru alte operațiuni. În plus, s-a încercat preluarea aurului deținut de populație în schimbul noilor bancnote, însă rezultatele nu au fost cele scontate, chiar dacă la un moment dat depunătorii primeau o primă la predare.
Bancnotele au devenit nule la 11 iunie 1920.

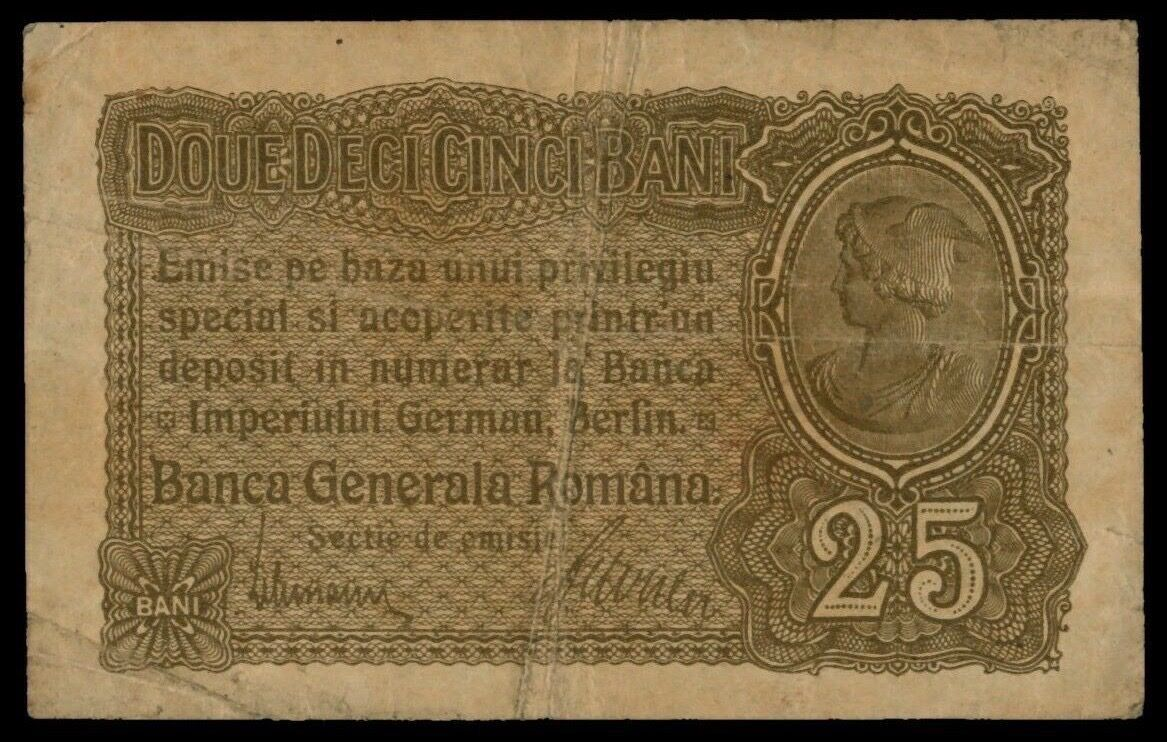
Bancnotă emisă în 1917, de Banca Generală Română, în valoare de 25 de bani

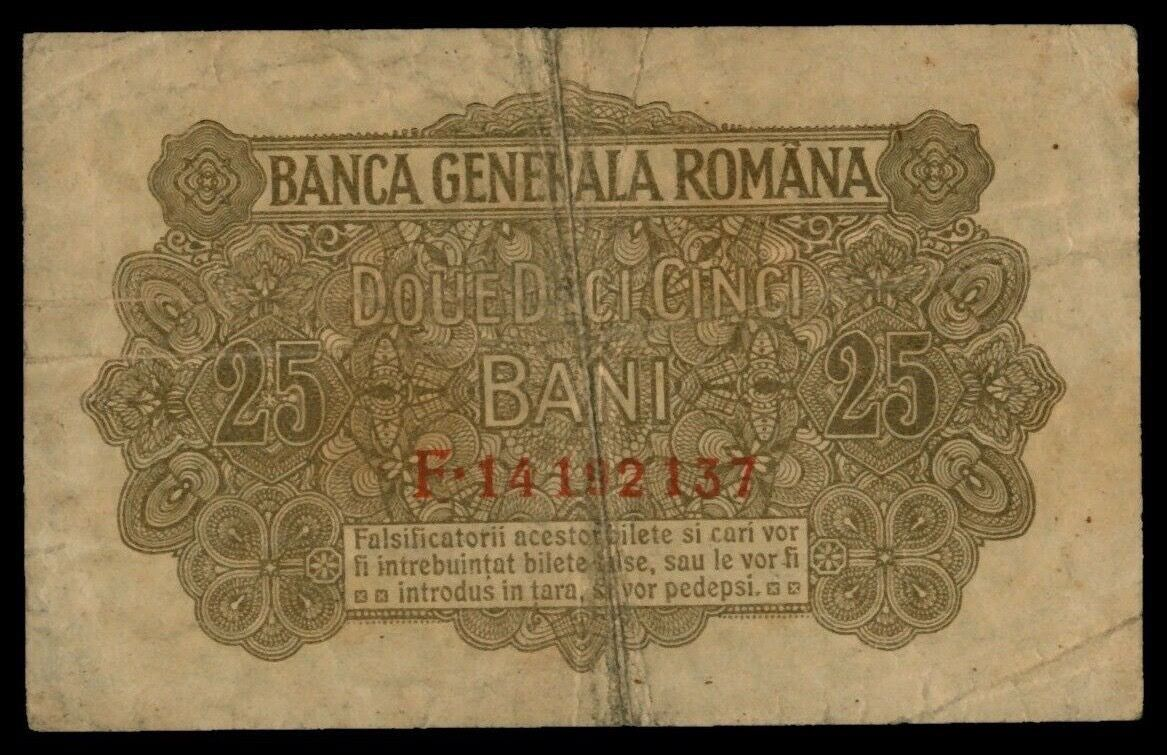
Bancnotă emisă în 1917, de Banca Generală Română, în valoare de 25 de bani

După război, Statul Român, fiind deținătorul aproape integral al emisiunii retrase, a încercat să solicite Germaniei respectarea obligațiilor financiare legate de această emisiune. Astfel, la 31 ianuarie 1921, delegatul român la Comisia Reparațiilor a transmis Serviciului Financiar al comisiei un raport, însoțit de un memoriu, ca răspuns la o cerere anterioară privind acoperirea emisiunii Băncii Generale Române și alte chestiuni ridicate de comisie. După analizarea subiectului, Serviciul Financiar al Comisiei Reparațiilor a transmis, la 14 aprilie 1921, răspunsul oficial către delegatul român prin care declara că nu are competența necesară pentru a soluționa cererile privind restituirea acoperirii pentru biletele emise de Banca Generală Română în timpul ocupației germane și distrugerea materialelor tipografice utilizate pentru aceste bilete. Comisia a sugerat că aceste probleme ar trebui discutate între guvernul german și cel român, fie pe cale diplomatică, fie prin intermediul Conferinței Ambasadorilor, cu mențiunea că orice acord ar necesita aprobarea Comisiei Reparațiilor:
„În ce priveşte al treilea, și al patrulea punct al reclamației și anume restituirea acoperirii pentru biletele emise de Banca Generala Română în timpul ocupației germane și confiscarea și distrugerea „blokurilor” a hârtiei etc. întrebuințate pentru imprimarea acestor bilete, biuroul regretă că această comisiune nu pare să aibă competința necesară în materia asta și sugerează că aceste chestiuni ar putea fi discutate între guvernul german și guvernul român, fie pe cale diplomatică, fie prin intermediul Conferinții ambasadorilor. Biuroul dorește să vă reamintească totuși că dacă ar interveni un aranjament cu guvernul german, trebuie ca Comisia reparațiilor să-și dea aprobarea. Rămân al dv. devotat, C. R. S. Montfries”—Universul, 1925-03-12, nr. 58, p. 1
În nota transmisă guvernului român, Germania a afirmat că nu a recunoscut niciodată obligația de a remite guvernului român acoperirea emisiunii Băncii Generale Române. De asemenea, Germania a susținut că tratativele purtate în această privință au avut ca scop obținerea renunțării guvernului român la lichidarea bunurilor supușilor germani aflați în România. Totuși, documentele referitoare la aceste negocieri contrazic această afirmație.
În februarie 1921, în timpul negocierilor pentru achiziția unui număr semnificativ de locomotive de la firme germane, însărcinatul de afaceri german la București, Freytag, a transmis o notă verbală, datată 9 februarie 1921, Ministerului Regal de Finanțe. În această notă, Germania declara că nu impune condiții legate de renunțarea României la lichidarea bunurilor supușilor germani. Ulterior, tratativele dintre delegațiile română și germană, inclusiv cele desfășurate la Hamburg, au dus la recunoașterea de către partea germană a principiului plății unui avans, urmând ca restul sumei să fie eșalonat în plăți anuale, în funcție de posibilitățile financiare ale Germaniei.
Având în vedere pagubele provocate statului român de emisiunea ilegală, după retragerea trupelor germane banca a fost pusă sub sechestru, iar acțiunile sale au trecut în posesia statului. Activitatea Băncii Generale Române s-a desfășurat până în 27 noiembrie 1919, când s-a decis și executat lichidarea tuturor părților, acțiunilor, creanțelor și drepturilor de orice fel din capitalul băncii aparținând supușilor țărilor inamice de la data de 14 august 1916, precum și cele dobândite de asemenea supuși după această dată.
Din 1919, Banca Generală Română a devenit Banca Generală a Țării Românești, care din 1938 redevine Banca Generală Română, pentru a fuziona apoi cu Banca de Scont a României în 1941.